# Magí de les Timbales

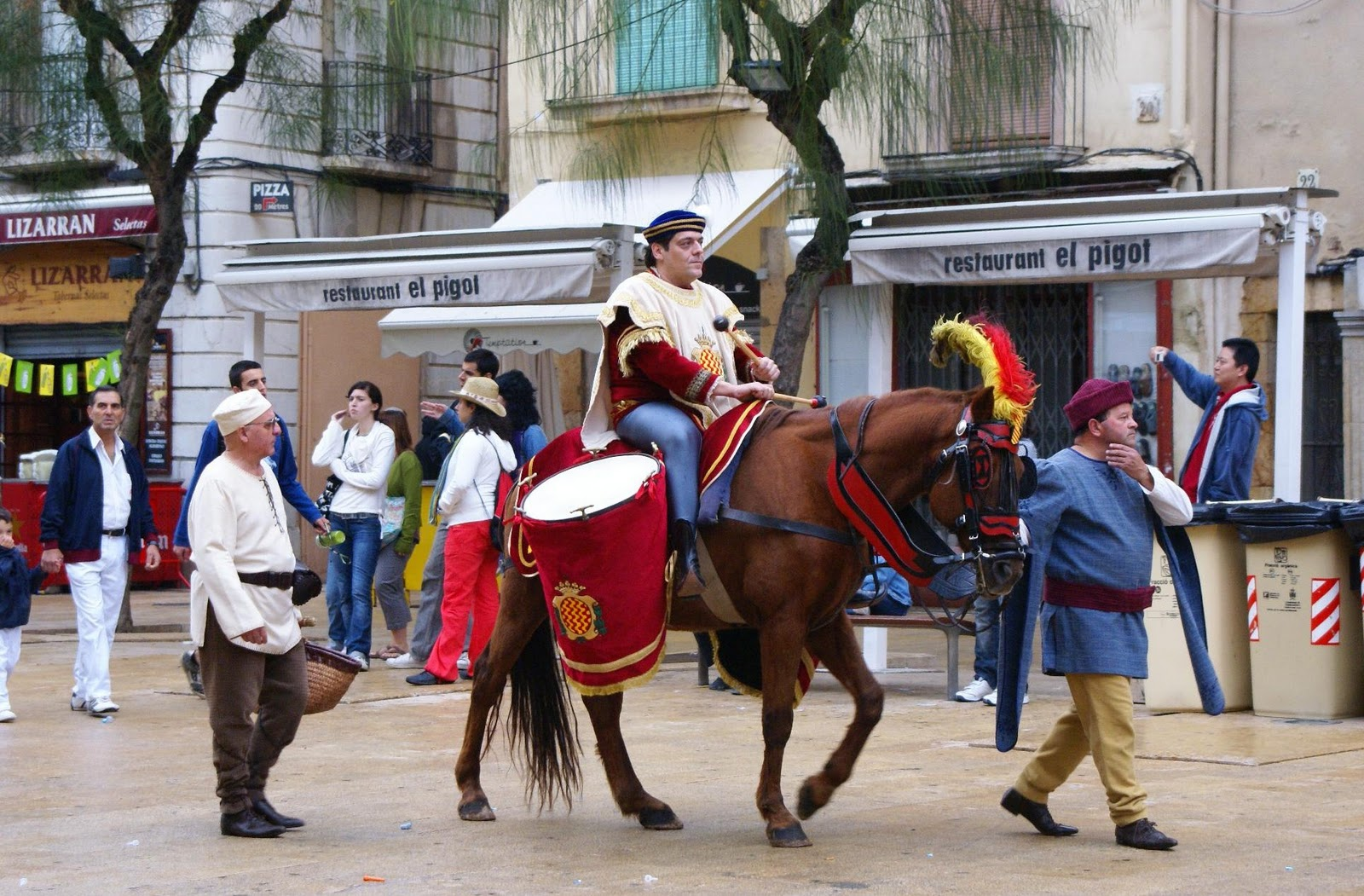
El Magí de les timbales (2015)

El Magí de les Timbales és un dels elements del seguici popular de Tarragona. És una persona disfressada amb un barret de plomes, camisa i pantalons blaus, sobre un vestit verd fosc amb l'escut de la ciutat que munta un cavall que porta penjant dos timbals, un a cada costat.
El Magí de les Timbales és l'únic timbaler supervivent dels tres jocs de timbalers que, juntament amb els trompeters, anaven a cavall anunciant la festa de Santa Tecla. Es té constància que el 1383 ja hi havia un timbaler municipal integrat en la cobla de ministrers del Consell Municipal. Aquest timbaler a cavall participa en el Seguici almenys des del 1514. No serà fins a la segona dècada del XIX que aquest personatge rebi el nom de "Magí", per ser aquest el nom de la persona que el representava.

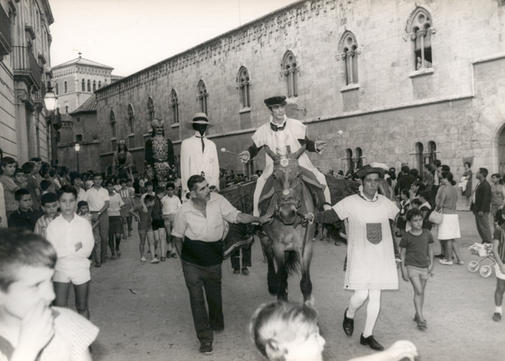
El Magí de les Timbales al Pla de Palau (1968)

El 2017 l'Associació d'Amics de la Colla Jove Xiquets de Tarragona publicà el llibre El Maginet de les timbales, obra de Jordi Bertran.